# The Human Condition
The Human Condition is het negentiende album van de Canadese band Saga.
Na het livealbum Contact: Live in Munich vond zanger Michael Sadler het genoeg; hij wilde iets nieuws. Saga moest dus op zoek naar een andere zanger. De invloed van Sadler, alhoewel frontman van de band, blijkt achteraf niet zo groot geweest te zijn als altijd gedacht. Het nieuwe album The Human Condition klinkt wel iets anders dan de vorige albums, maar dat kan niet anders met een nieuwe zanger. De muziek heeft haar Saga-gehalte gehouden. Het album is verdeeld over een aantal studio's opgenomen, niet in tijd maar per instrument.

## Musici
- Rob Moratti – zanger
- Jim Gilmour – toetsinstrumenten, zang
- Brian Doerner – slagwerk
- Ian Crichton – gitaar
- Jim Crichton – basgitaar, toetsinstrumenten

## Composities
Alle van Saga, exclusief Doerner.
1. "The Human Condition" (6:51)
2. "Step Inside" (4:56)
3. "Hands of Time" (5:29)
4. "Avalon" (4:48)
5. "A Number with a Name" (4:51)
6. "Now Is Now" (4:12)
7. "Let It Go" (4:47)
8. "Crown of Thorns" (5:46)
9. "You Look Good to Me" (5:22)